# Biserica reformată din Luna de Jos
Biserica reformată din Luna de Jos este un monument istoric aflat pe teritoriul satului Luna de Jos; comuna Dăbâca.

## Localitatea
Luna de Jos (în maghiară Kendilóna, în germană Kenderloch, Unter-Lonen, Lone, Lohne) este un sat în comuna Dăbâca din județul Cluj, Transilvania, România. Prima menționare documentară este din anul 1306. 

## Biserica
În cimitirul reformat a existat o biserică medievală în stil gotic distrusă în împrejurări neclare, înainte de 1700, distrugere ce pare a avea legătură cu frământările religioase generate de reformă și cu cele două mari schimbări: trecerea de la catolicism la religia unitariană și apoi de la religia unitariană la religia reformată (în anul 1641). Unii istorici maghiari consideră că distrugerea bisericii medievale a avut loc în timpul domniei principelui Francisc Rákóczi.
În 1727 Teleki Pál și soția sa, Vay Katalin, construiesc o nouă biserică în sat: „Kendilonense Templum ex fundamentis fieri curant”.

## Imagini din exterior

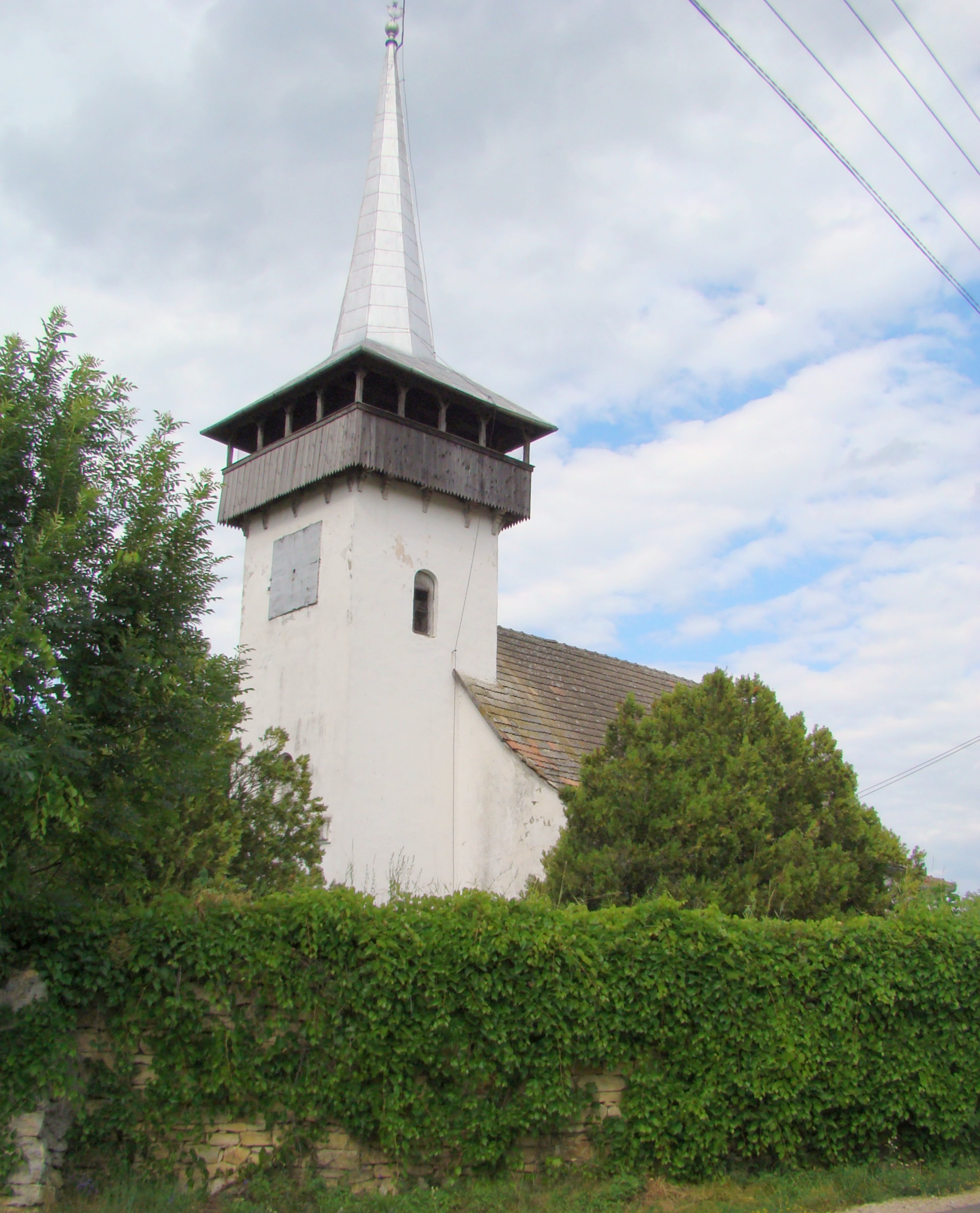
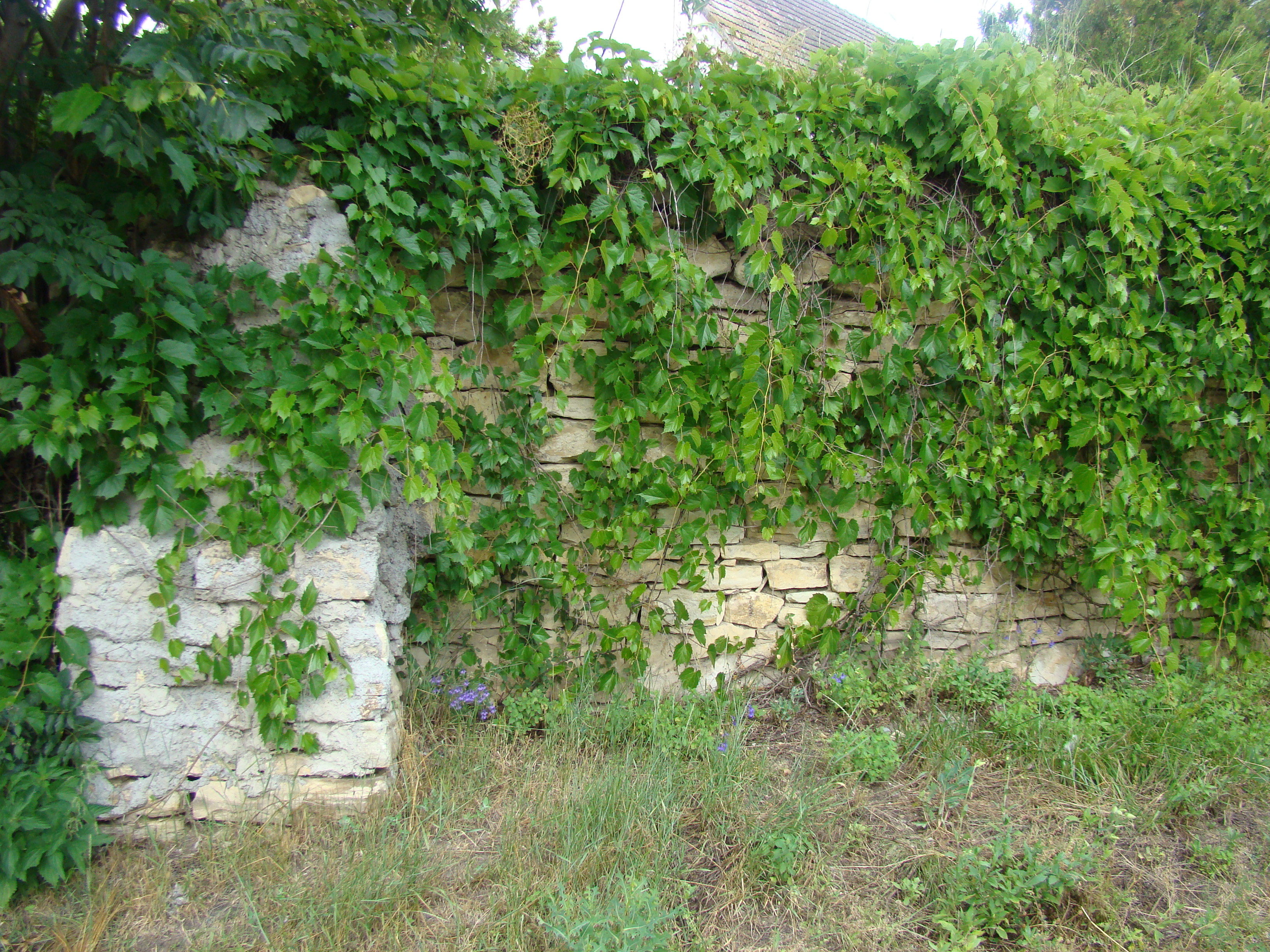
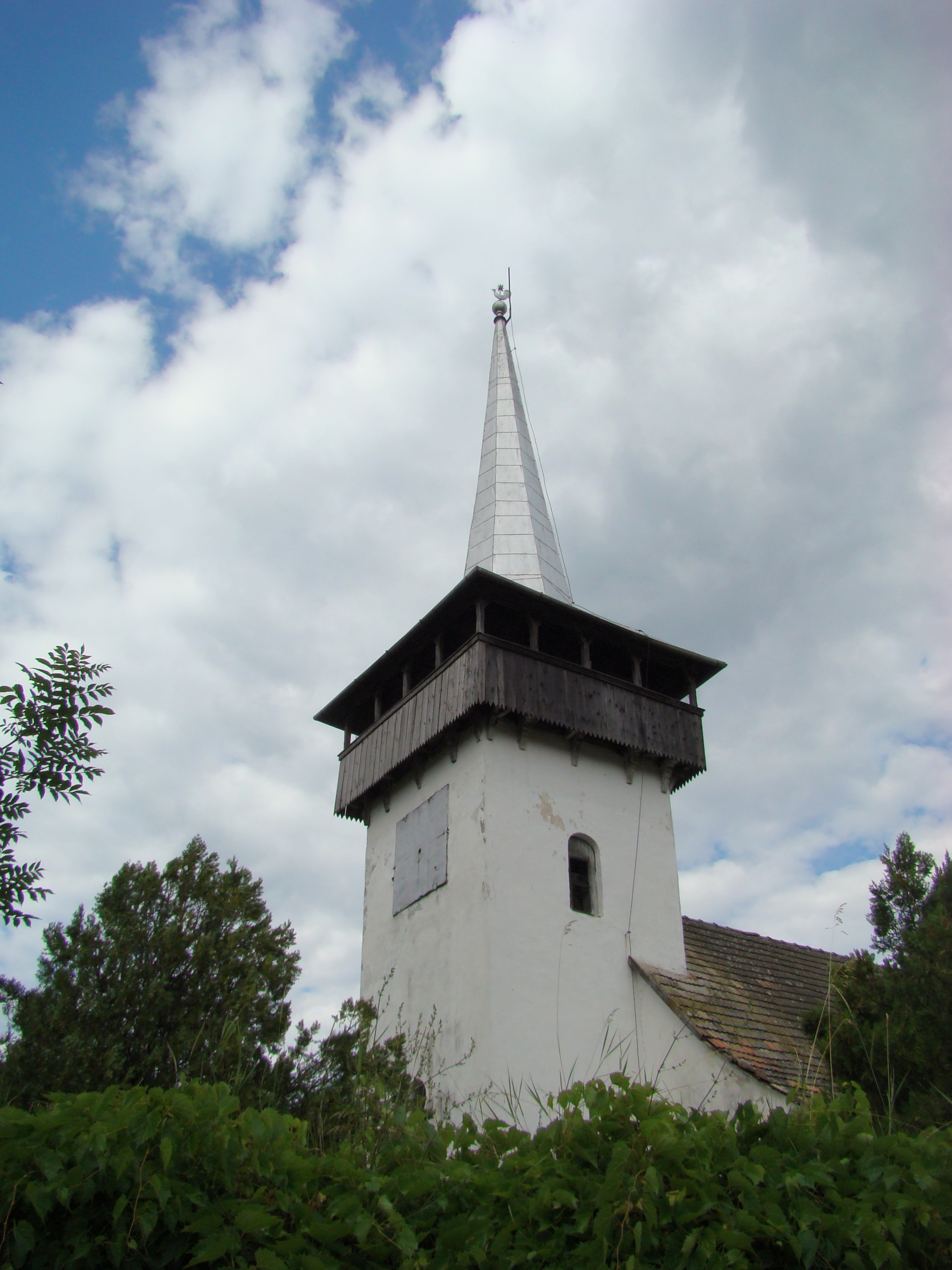
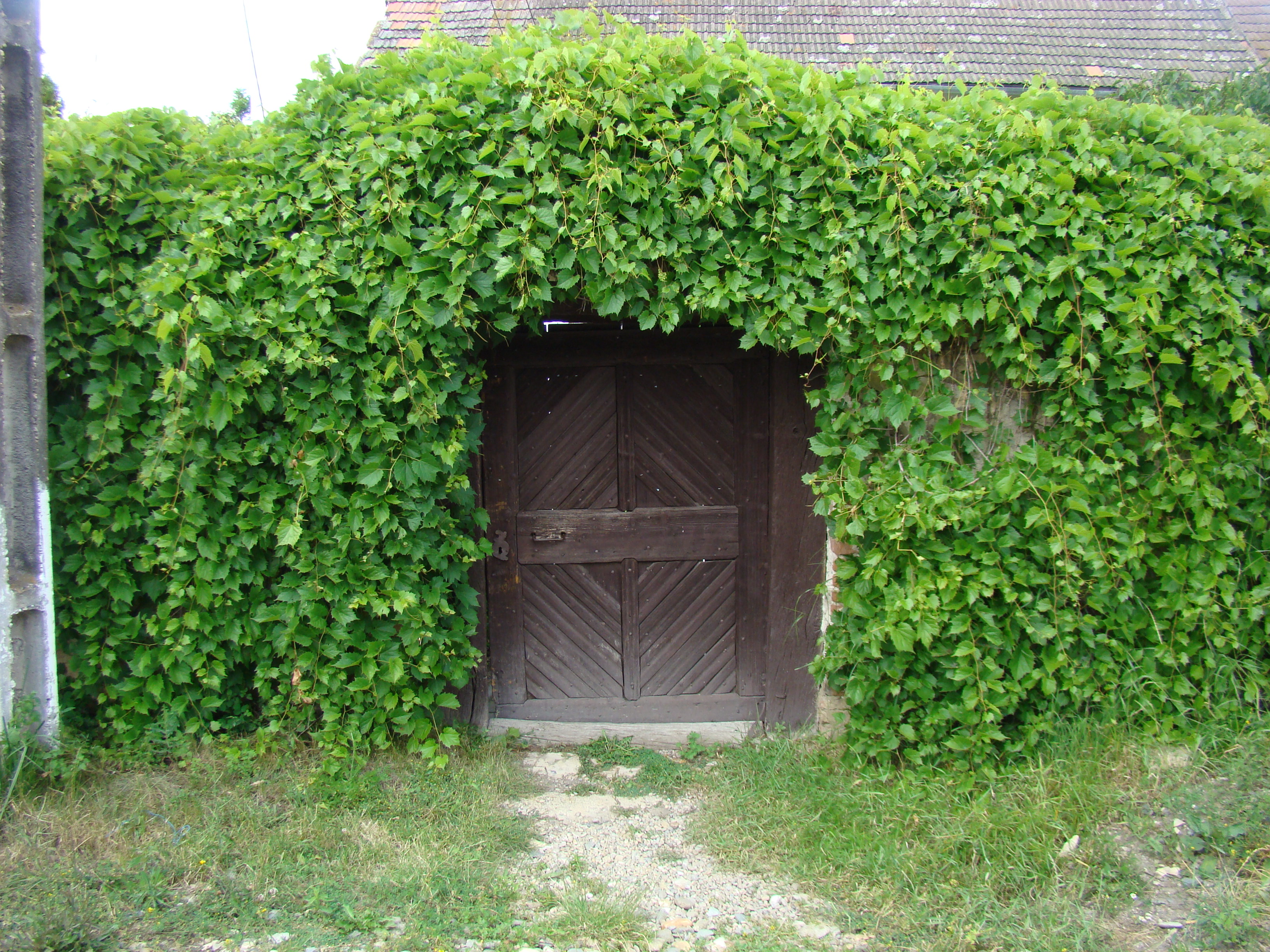
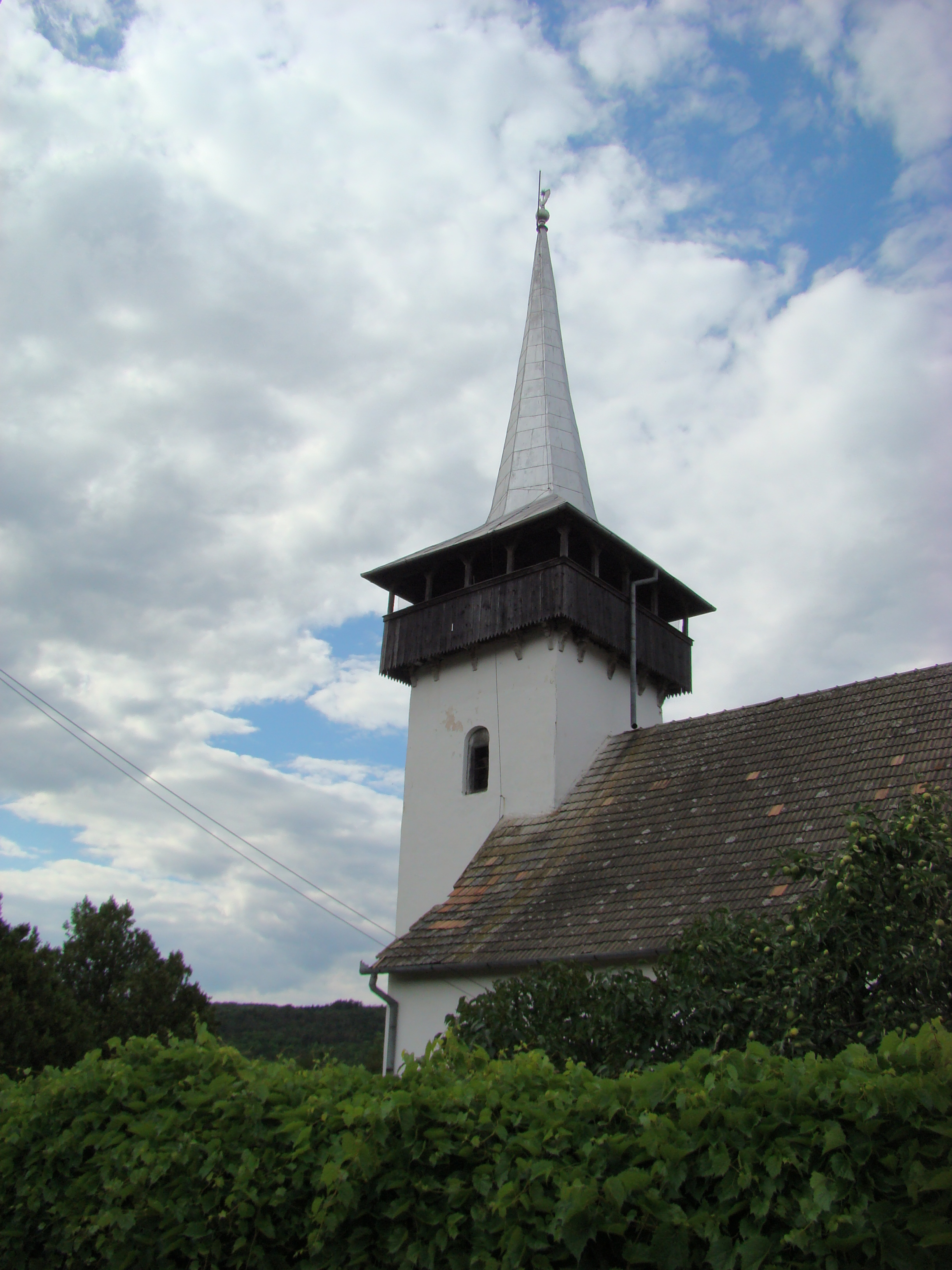
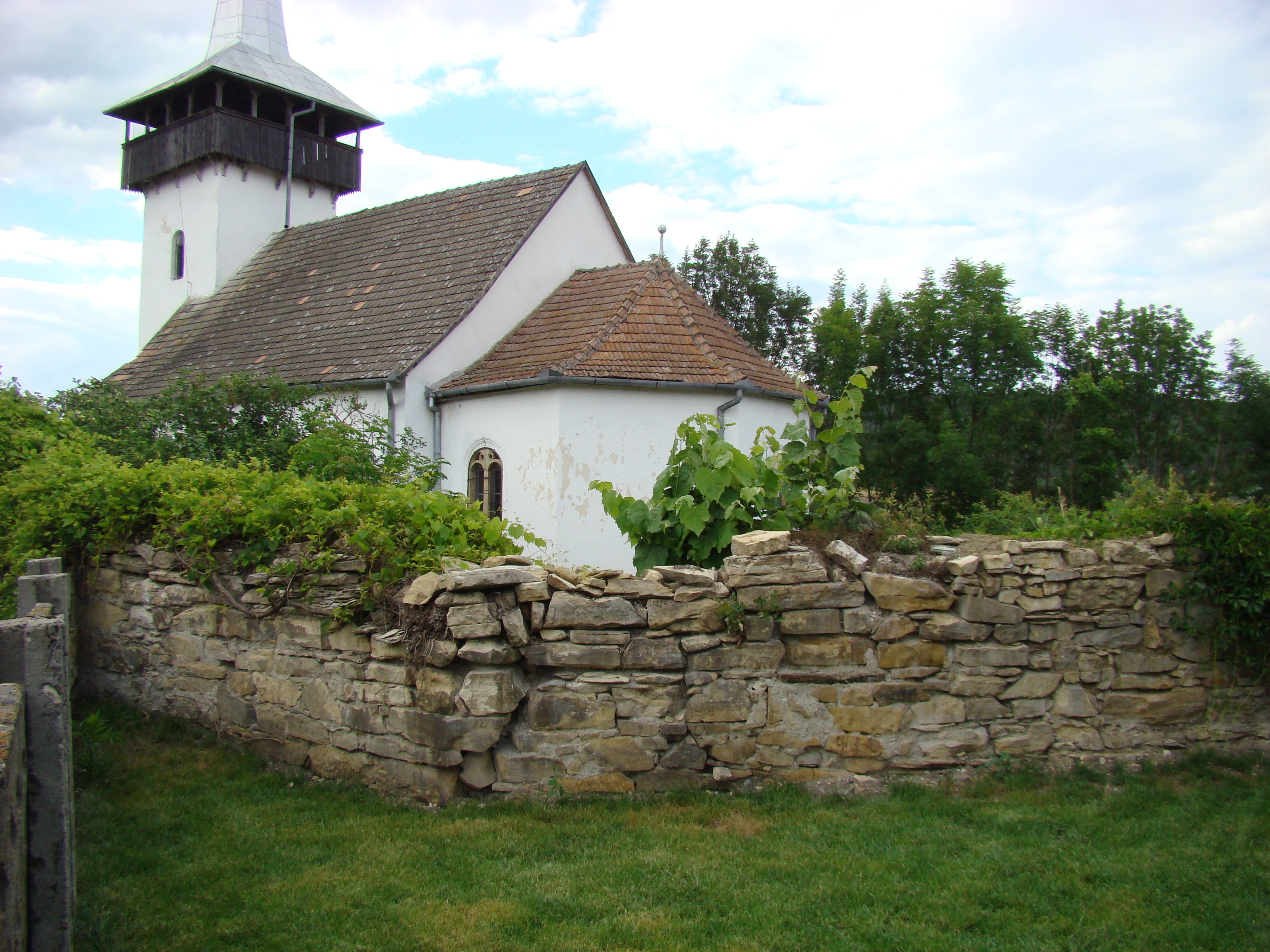
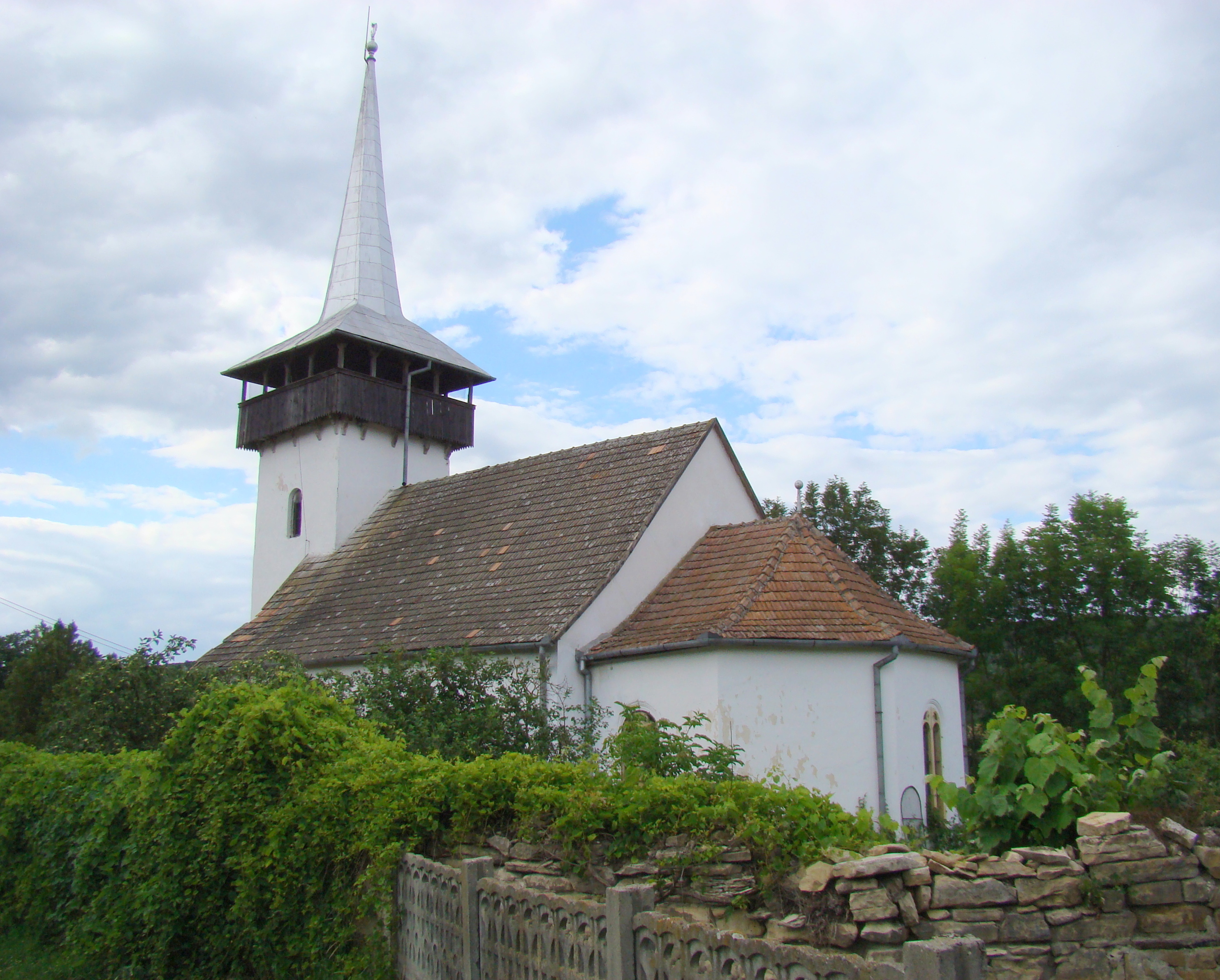

## Vezi și
- Luna de Jos, Cluj